# 奧德拉迪夫卡 (海尼切斯克區)
46°22′31″N 34°26′49″E / 46.37528°N 34.44694°E
奧德拉迪夫卡（烏克蘭語：Одрадівка）是位於烏克蘭南部的村莊，由赫爾松州海尼切斯克區的新特羅伊茨凱市鎮負責管轄。該村始建於1820年，面積95.5平方公里，海拔高度8米，2001年人口1,758，人口密度每平方公里18.4人。